# Granulina nympha
Granulina nympha is een slakkensoort uit de familie van de Marginellidae. De wetenschappelijke naam van de soort is voor het eerst geldig gepubliceerd in 1894 door Henn & Brazier.